# Acanthotoca
Acanthotoca is een geslacht van vlinders van de familie spanners (Geometridae), uit de onderfamilie Ennominae.

## Soorten
- A. graefii Hulst, 1896
- A. muelleri Dyar, 1913